# Diddige, Jagalur
Diddige là một làng thuộc tehsil Jagalur, huyện Davanagere, bang Karnataka, Ấn Độ.